# والتر إم. فلمنج
والتر إم. فلمنج (بالإنجليزية: Walter M. Fleming)‏ هو طبيب وجراح أمريكي، ولد في 1838، وتوفي في 9 سبتمبر 1913.